# Ron Perlman
Ron Perlman, właśc. Ronald Francis Perlman (ur. 13 kwietnia 1950 w Nowym Jorku) – amerykański aktor filmowy i telewizyjny, reżyser i scenarzysta. Laureat Złotego Globu 1989 dla najlepszego aktora w serialu dramatycznym za rolę Vincenta w serialu Piękna i bestia.

## Życiorys

### Wczesne lata
Urodził się w Nowym Jorku w rodzinie żydowskiej, emigrantów z Polski i Węgier. Jego matka, Dorothy (z domu Rosen; 1921–2018), była pracownikiem miejskim, a jego ojciec, Bertram „Bert” Perlman (1919–1969), był perkusistą jazzowym i pracownikiem telewizyjnym.
W 1971 ukończył studia na wydziale teatralnym Lehman College. W 1973 otrzymał tytuł magistra sztuki na wydziale teatralnym Uniwersytetu Minnesoty

### Kariera
Zadebiutował charakterystyczną rolą w historycznym dramacie przygodowym fantasy Jean-Jacques’a Annauda Walka o ogień (1981). Pięć lat później dał się poznać w kolejnej kostiumowej produkcji tego samego reżysera – głośnym Imieniu róży. Tu również zagrał postać bardzo specyficzną – upośledzonego Salvatora. Przełomową w jego karierze była rola w serialu telewizyjnym Piękna i bestia (1987–1990), z Lindą Hamilton. Gra aktorska w tym serialu dała mu Złoty Glob oraz wielu fanów. Największym sukcesem kasowym okazała się tytułowa rola z 2004, w filmie Hellboy, powstałym na bazie komiksu o tym samym tytule. Reżyser Guillermo del Toro musiał walczyć o rolę dla Perlmana, jako że wytwórnia skłaniała się ku aktorowi bardziej znanemu, np. Vinowi Dieselowi. Oprócz produkcji hollywoodzkich Perlman nie zapomina także o kinie ambitnym – zagrał u Jean-Pierre’a Jeuneta w Mieście zaginionych dzieci czy Lunatykach Micka Garrisa.
Oprócz grania w filmach, Ron Perlman użyczył swojego głosu do wielu gier wideo i seriali animowanych, takich jak: Młodzi Tytani (ang. Teen Titans), Danny Phantom, Superman: The Animated Series, Liga Sprawiedliwych (Justice League), Payday 2,  Phantom 2040 oraz The Batman. Jego osiągnięcia dotyczą także udziału w grach takich jak Lord Hood, Halo 2, The Chronicles of Riddick: Escape from Butcher Bay i ostatnio The Incredible Hulk: Ultimate Destruction, na podstawie której powstał komiks Abomination. Znany jest przez graczy serii gier fabularnych Fallout, jako autor kwestii War, war never changes (z ang. Wojna, wojna nigdy się nie zmienia).

## Życie prywatne
14 lutego 1981 poślubił Opal Stone Perlman, z którą ma dwoje dzieci: Blake Amandę (ur. 1984) i Brandona Avery’ego (ur. 1990). Para rozstała się w 2019. W 2022 Perlman ożenił się z Allison Dunbar. 

## Filmografia

### Aktor
- Ryan’s Hope (1975–1989) jako Bernie Marx (1979)
- Walka o ogień (1981, La Guerre du feu) jako Amoukar
- Lodowi piraci (1984, The Ice Pirates) jako Zeno
- Our Family Honor (1985) jako Bausch
- Imię róży (1986, Der Name der Rose) jako Salvatore
- Piękna i bestia (1987–1990, Beauty and the Beast) jako Vincent
- A Stoning in Fulham County (1988) jako Jacob Shuler
- Batman (1992–1995) jako Matthew Hagen/Clayface (głos)
- Lunatycy (1992, Sleepwalkers) jako kapitan Soames
- Blef (1992, Blind Man’s Bluff) jako Frank Cerrillo
- Cronos (1993) jako Angel de la Guardia
- Dłonie (1993, When the Bough Breaks) jako dr Eben
- Przygody Hucka Finna (1993, The Adventures of Huck Finn) jako Pap Finn
- Szmergiel (1993−1994, Bonkers) jako sierżant Francis Q. Grating (głos)
- Krwawy Romeo (1993, Romeo Is Bleeding) jako Adwokat Jacka
- Double Exposure (1993) jako John McClure
- Arly Hanks (1993) jako Jim-Bob Buchanan
- Akademia Policyjna 7: Misja w Moskwie (1994, Police Academy: Mission to Moscow) jako Constantin Konali
- Cisco Kid (1994, The Cisco Kid) jako Delacroix
- Phantom 2040 (1994) jako Graft (głos)
- Aladyn (1994–1995, Aladdin) jako generał Gouda (głos)
- Akt skruchy (1995, Original Sins) jako Chas Bradley
- Przygody kapitana Zooma (1995, The Adventures of Captain Zoom in Outer Space) jako lord Vox of Vestron
- Psim tropem do domu (1995, Fluke) jako Sylvester
- Miasto zaginionych dzieci (1995, La Cité des enfants perdus) jako One
- Niebezpieczne wizje (1995, Sensation) jako detektyw Pantella
- Les Enfants de la cité perdue (1995) jako on sam – Aktor
- The Adventures of Captain Zoom in Outer Space (1995) jako władca Vestronu – Wox
- Kolacja z arszenikiem (1995, The Last Supper) jako Norman Arbuthnot
- Picture Windows (1995) jako Plummer segment „Lightning”
- Mortal Kombat: The Animated Series (1995) jako Kurtis Stryker (głos)
- Mr. Stitch (1996) jako doktor Frederick Texarian
- Wyspa doktora Moreau (1996, The Island of Dr. Moreau) jako Sayer of the Law
- Skwids (1996) jako Braggell (głos)
- Fabryka snów (1997, Tinseltown) jako Cliff
- Obcy – przebudzenie (1997, Alien Resurrection) jako Johner
- Obrońca (1997, The Protector) jako dr Ramsey Krago
- Batman: Gotham Knights (1997–1999) jako Matthew 'Matt' Hagen/Clayface (głos)
- Betty (1997) jako Donnie Shank
- Książę Waleczny (1997, Prince Valiant) jako Boltar
- The Second Civil War (1997) jako Alan Manieski
- Fallout (1997) jako narrator
- Siedmiu wspaniałych (1998−2000, The Magnificent Seven) jako Josiah Sanchez – The Preacher
- W dniu mojej śmierci ocknąłem się wcześnie (1998, I Woke Up Early the Day I Died) jako Cmentarny stróż
- Pozostał tylko pył (1998, A Town Has Turned to Dust) jako Jerry Paul
- Sekcja Alfa (1998, Supreme Sanction) jako reżyser
- Żaby za węże (1998, Frogs for Snakes) jako Gascone
- Houdini (1998) jako Booking Agent
- Fallout 2 (1998) jako narrator
- Happy, Texas (1999) jako Nalhober
- Pierwotna siła (1999, Primal Force) jako Frank Brodie
- Titan – Nowa Ziemia (2000, Titan A.E.) jako profesor Sam Tucker (głos)
- Amerykańska opowieść. Skarb Wyspy Manhattan (2000, An American Tail: The Treasure of Manhattan Island) jako Grasping (głos)
- Pies przed sądem (2000, The Trial of Old Drum) jako Charles Burden Sr
- Gwardia Królewska (2000, The King’s Guard) jako lord Morton
- Cena sławy (2000, Price of Glory) jako Nick Everson
- Operacja: Pustynne Piekło (2000, Operation Sandman) jako Jessup
- Stroke (2000) jako Schumacher
- Diamentowa zemsta (2001, Night Class) jako Morgan
- W dół (2001, Down) jako Mitchell
- Wróg u bram (2001, Enemy at the Gates) jako Kulikow
- Boys on the Run (2001) jako kapitan
- Fallout Tactics: Brotherhood of Steel (2001) jako narrator
- Shakedown (2002) jako St. Joy
- Zbrodnia i kara (2002, Crime and Punishment)
- Blade: Wieczny łowca II (2002, Blade 2) jako Rienhardt
- Star Trek: Nemesis (2002) jako The Reman Viceroy
- How to Go Out On a Date In Queens (2002) jako Dmitri
- Blood Pact: The Making of 'Blade II'  (2002) jako on sam
- G-S.P.O.T. (2002) jako Sebastian
- Absolon (2003) jako Murchison
- Two Soldiers (2003) jako pułkownik James McKellogg
- Szczury (2003, The Rats) jako dr William Winslow
- Młodzi Tytani (2003, Teen Titans) jako Slade (głos)
- Oszust i syn (2003, Hoodlum & Son) jako 'Ugly' Jim McCrae
- Lords of Everquest (2003) jako lord Skass (głos)
- One Step Beyond: The Making of 'Alien: Resurrection'  (2003) jako on sam
- Looney Tunes znowu w akcji (2003, Looney Tunes: Back in Action) jako Acme VP, Never Learning
- Hellboy (2004) jako Hellboy
- Hellboy: The Seeds of Creation (2004) jako on sam
- The 100 Scariest Movie Moments (2004) jako on sam
- Danny Phantom (2004) jako Wicedyrektor Lancer (głos)
- Quiet Kill (2004) jako sierżant Perry
- Drugi front (2004, The Second Front) jako generał Binding
- The Batman (2004) jako Killer Croc (głos)
- Missing in America (2005) jako Red
- Tarzan 2: Początek legendy (2005) jako Kago (głos)
- Coldwater (2005) jako pułkownik Morris Timberland
- The Poison Rose (2006) jako Vance Taggart
- Desperacja (2006, Desperation) jako Collie Entragian
- Ostatnia zima (2006, The Last Winter) jako Ed Pollack
- Local Color (2006) jako Curtis Sunday
- Conan: Red Nails (2006) jako Conan z Cymerii (głos)
- Soloman's Turn (2006) jako Soloman
- Dungeon Siege: W imię króla (2007, In the Name of the King: A Dungeon Siege Tale) jako Norick
- Outlander (2008) jako Gunnar
- Synowie Anarchii (2008) jako Clarence „Clay” Morrow
- Hellboy: Złota armia (2008) jako Hellboy
- Fallout 3 (2008) jako narrator
- Kroniki mutantów (2008) jako brat Samuel
- Polowanie na czarownice (2011, Season of the Witch) jako Felson
- Drive (2011) jako Nino
- Conan Barbarzyńca 3D (2011) jako Corin
- Pacific Rim (2013) jako Hannibal Chau
- Payday 2 (2013) jako Rust (gra komputerowa, głos)
- Zanim zniknę (2014) jako Bill
- Bezlitosny (2014) jako Viktor Dragovic
- Pokerowa noc (2014) jako Calabrese
- 13 grzechów (2014) jako detektyw Chilcoat
- Kid Cannabis (2014) jako Barry Lerner
- Moonwalkers (2015) jako Kidman
- Stonewall (2015) jako Ed Murphy
- Chuck (2016) jako Al Braverman
- Howard Lovecraft and the Frozen Kingdom (2016) jako Shoggoth (głos)
- Fantastyczne zwierzęta i jak je znaleźć (2016) jako Gnarlack
- Pottersville (2017)
- Robodog (2017) jako szeryf (głos)
- Piekło na granicy (2019, Hell on the Border) jako Charlie Storm

### Aktor (gościnnie)
- The Fall Guy (1981–1986) jako bandyta
- Policjanci z Miami (1984–1989, Miami Vice) jako komisarz więzienia (1986)
- Max Headroom (1987–1988) jako Promotor (1987)
- Nieśmiertelny (1992–1997, Highlander) jako Wysłannik
- Animaniacy (1993–1998, Animaniacs) jako Szatan (głos)
- Po tamtej stronie (1995–2002, The Outer Limits) jako Brandon Grace (1998)
- Czarodziejki (1998–2006, Charmed) jako pan Kellman
- Liga Sprawiedliwych (2001, Justice League) jako Orion (głos)

### Reżyser
- Piękna i bestia (1987–1990, Beauty and the Beast)

### Scenarzysta
- Piękna i bestia (1987–1990, Beauty and the Beast)

## Nagrody
- Złoty Glob 1989 – za rolę Bestii w serialu Piękna i bestia